# Britische Tourenwagen-Meisterschaft 2008

Das offizielle Logo der BTCC

Die 51. Britische Tourenwagen-Meisterschaft 2008 begann am 29. März in Brands Hatch und endete am 21. September in Brands Hatch.
Wie auch schon 2007 bestand die Saison 2008 aus zehn Rennwochenenden mit jeweils drei Rennen. Dunlop war nicht länger Sponsor der BTCC, der neue Sponsor war HiQ. Beide Unternehmen gehören jedoch zum selben Mutterkonzern. Titelverteidiger war der Italiener Fabrizio Giovanardi.

## Wichtige Teams und Fahrer
| Fahrer              | Team               | Fahrzeug        |
| ------------------- | ------------------ | --------------- |
| Mat Jackson         | BMW Dealer Team UK | BMW 320si E90   |
| Colin Turkington    | Team RAC           | BMW 320si E90   |
| Gordon Shedden      | Team Halfords      | Honda Civic     |
| Tom Chilton         | Team Halfords      | Honda Civic     |
| Fabrizio Giovanardi | VX Racing          | Vauxhall Vectra |
| Matt Neal           | VX Racing          | Vauxhall Vectra |
| Tom Onslow-Cole     | VX Racing          | Vauxhall Vectra |
| Jason Plato         | Seat Sport UK      | Seat Leon TDI   |
| Darren Turner       | Seat Sport UK      | Seat Leon TDI   |

## Ergebnisse und Wertungen

### Kalender
|            | Datum             | Rennen     | Strecke             | Pole-Position   | Platz 1             | Platz 2             | Platz 3             |
| ---------- | ----------------- | ---------- | ------------------- | --------------- | ------------------- | ------------------- | ------------------- |
| 1, 2, 3    | 29.–30. März      | England    | Brands Hatch (Indy) | Mat Jackson     | Fabrizio Giovanardi | Mat Jackson         | Jason Plato         |
| 1, 2, 3    | 29.–30. März      | England    | Brands Hatch (Indy) | Mat Jackson     | Fabrizio Giovanardi | Gordon Shedden      | Jason Plato         |
| 1, 2, 3    | 29.–30. März      | England    | Brands Hatch (Indy) | Mat Jackson     | Colin Turkington    | Mat Jackson         | Matt Neal           |
| 4, 5, 6    | 12.–13. April     | England    | Rockingham          | Gordon Shedden  | Gordon Shedden      | Darren Turner       | Matt Neal           |
| 4, 5, 6    | 12.–13. April     | England    | Rockingham          | Gordon Shedden  | Mat Jackson         | Fabrizio Giovanardi | Darren Turner       |
| 4, 5, 6    | 12.–13. April     | England    | Rockingham          | Gordon Shedden  | Matt Neal           | Tom Chilton         | Adam Jones          |
| 7, 8, 9    | 3.–4. Mai         | England    | Donington           | Tom Onslow-Cole | Jason Plato         | Matt Neal           | Tom Onslow-Cole     |
| 7, 8, 9    | 3.–4. Mai         | England    | Donington           | Tom Onslow-Cole | Fabrizio Giovanardi | Jason Plato         | Tom Onslow-Cole     |
| 7, 8, 9    | 3.–4. Mai         | England    | Donington           | Tom Onslow-Cole | Darren Turner       | Tom Onslow-Cole     | Fabrizio Giovanardi |
| 10, 11, 12 | 17.–18. Mai       | England    | Thruxton            | Tom Onslow-Cole | Tom Onslow-Cole     | Colin Turkington    | Fabrizio Giovanardi |
| 10, 11, 12 | 17.–18. Mai       | England    | Thruxton            | Tom Onslow-Cole | Tom Onslow-Cole     | Colin Turkington    | Matt Neal           |
| 10, 11, 12 | 17.–18. Mai       | England    | Thruxton            | Tom Onslow-Cole | Jason Plato         | Mat Jackson         | Fabrizio Giovanardi |
| 13, 14, 15 | 31. Mai – 1. Juni | England    | Croft               | Darren Turner   | Colin Turkington    | Matt Neal           | Gordon Shedden      |
| 13, 14, 15 | 31. Mai – 1. Juni | England    | Croft               | Darren Turner   | Colin Turkington    | Mat Jackson         | Matt Neal           |
| 13, 14, 15 | 31. Mai – 1. Juni | England    | Croft               | Darren Turner   | Fabrizio Giovanardi | Adam Jones          | Matt Neal           |
| 16, 17, 18 | 12.–13. Juli      | England    | Snetterton          | Jason Plato     | Jason Plato         | Darren Turner       | Tom Chilton         |
| 16, 17, 18 | 12.–13. Juli      | England    | Snetterton          | Jason Plato     | Jason Plato         | Colin Turkington    | Fabrizio Giovanardi |
| 16, 17, 18 | 12.–13. Juli      | England    | Snetterton          | Jason Plato     | Mat Jackson         | Steven Kane         | Fabrizio Giovanardi |
| 19, 20, 21 | 26.–27. Juli      | England    | Oulton Park         | Jason Plato     | Jason Plato         | Tom Chilton         | Fabrizio Giovanardi |
| 19, 20, 21 | 26.–27. Juli      | England    | Oulton Park         | Jason Plato     | Colin Turkington    | Fabrizio Giovanardi | Tom Onslow-Cole     |
| 19, 20, 21 | 26.–27. Juli      | England    | Oulton Park         | Jason Plato     | Gordon Shedden      | Adam Jones          | Andrew Jordan       |
| 22, 23, 24 | 16.–17. August    | Schottland | Knockhill           | Darren Turner   | Jason Plato         | Fabrizio Giovanardi | Tom Onslow-Cole     |
| 22, 23, 24 | 16.–17. August    | Schottland | Knockhill           | Darren Turner   | Jason Plato         | Fabrizio Giovanardi | Tom Onslow-Cole     |
| 22, 23, 24 | 16.–17. August    | Schottland | Knockhill           | Darren Turner   | Darren Turner       | Robert Collard      | Andrew Jordan       |
| 25, 26, 27 | 30.–31. August    | England    | Silverstone         | Jason Plato     | Jason Plato         | Mat Jackson         | Darren Turner       |
| 25, 26, 27 | 30.–31. August    | England    | Silverstone         | Jason Plato     | Fabrizio Giovanardi | Colin Turkington    | Adam Jones          |
| 25, 26, 27 | 30.–31. August    | England    | Silverstone         | Jason Plato     | Mat Jackson         | Adam Jones          | Fabrizio Giovanardi |
| 28, 29, 30 | 20.–21. September | England    | Brands Hatch (Indy) | Stephen Jelley  | Mat Jackson         | Steven Kane         | Robert Collard      |
| 28, 29, 30 | 20.–21. September | England    | Brands Hatch (Indy) | Stephen Jelley  | Mat Jackson         | Matt Neal           | Colin Turkington    |
| 28, 29, 30 | 20.–21. September | England    | Brands Hatch (Indy) | Stephen Jelley  | Tom Chilton         | Steven Kane         | Tom Onslow-Cole     |

## Punktestand

### Fahrer
| Pl. | Fahrer              | Punkte |
| --- | ------------------- | ------ |
| 1.  | Fabrizio Giovanardi | 262    |
| 2.  | Mat Jackson         | 226    |
| 3.  | Jason Plato         | 223    |
| 4.  | Colin Turkington    | 212    |
| 5.  | Matt Neal           | 185    |
| 6.  | Tom Onslow-Cole     | 170    |
| 7.  | Gordon Shedden      | 144    |
| 8.  | Darren Turner       | 133    |

| Pl. | Fahrer         | Punkte |
| --- | -------------- | ------ |
| 9.  | Adam Jones     | 119    |
| 10. | Tom Chilton    | 107    |
| 11. | Steven Kane    | 86     |
| 12. | Robert Collard | 84     |
| 13. | Andrew Jordan  | 56     |
| 14. | Mike Jordan    | 34     |
| 15. | Stephen Jelley | 34     |
| 16. | Michael Doyle  | 5      |

| Pl. | Fahrer           | Punkte |
| --- | ---------------- | ------ |
| 17. | Matt Allison     | 3      |
|     | Chris Stockton   | 3      |
| 19. | Harry Vaulkhard  | 2      |
|     | Jason Hughes     | 2      |
| 21. | John George      | 1      |
|     | Erkut Kızılırmak | 1      |

### Marke
| Pl. | Fahrer   | Punkte |
| --- | -------- | ------ |
| 1.  | Vauxhall | 697    |
| 2.  | Seat     | 545    |